# Goran Brajković
Goran Brajković (Zagabria, 18 luglio 1978 – Mattuglie, 28 giugno 2015) è stato un calciatore croato.

## Biografia
Nato nella capitale croata il 18 luglio 1978 esordì 20 anni dopo nel calcio professionistico.
Il 28 giugno 2015 perde la vita vicino a Abbazia a causa di un terribile incidente stradale.

## Carriera

### Club
Iniziò la carriera professionistica nel 1998 nel Rijeka, squadra in cui militò fino al 2003. Nei successivi sei anni cambiò ben sei squadre, giocando in Ucraina, Islanda, Albania, Grecia e Slovenia. Nel 2009 approdò al Opatija dove militò fino a fine carriera.

### Nazionale
Con i Mali vatreni ha partecipato all'Europeo di Slovacchia 2000.
Con la nazionale maggiore ha disputato due partite amichevoli nel 2001, entrambi contro la Corea del Sud.

## Statistiche

### Cronologia presenze e reti in nazionale
| Cronologia completa delle presenze e delle reti in nazionale ― Croazia | Cronologia completa delle presenze e delle reti in nazionale ― Croazia | Cronologia completa delle presenze e delle reti in nazionale ― Croazia | Cronologia completa delle presenze e delle reti in nazionale ― Croazia | Cronologia completa delle presenze e delle reti in nazionale ― Croazia | Cronologia completa delle presenze e delle reti in nazionale ― Croazia | Cronologia completa delle presenze e delle reti in nazionale ― Croazia | Cronologia completa delle presenze e delle reti in nazionale ― Croazia |
| Data                                                                   | Città                                                                  | In casa                                                                | Risultato                                                              | Ospiti                                                                 | Competizione                                                           | Reti                                                                   | Note                                                                   |
| ---------------------------------------------------------------------- | ---------------------------------------------------------------------- | ---------------------------------------------------------------------- | ---------------------------------------------------------------------- | ---------------------------------------------------------------------- | ---------------------------------------------------------------------- | ---------------------------------------------------------------------- | ---------------------------------------------------------------------- |
| 10-11-2001                                                             | Seul                                                                   | Corea del Sud                                                          | 2 – 0                                                                  | Croazia                                                                | Amichevole                                                             | -                                                                      | 70’                                                                    |
| 13-11-2001                                                             | Gwangju                                                                | Corea del Sud                                                          | 1 – 1                                                                  | Croazia                                                                | Amichevole                                                             | -                                                                      |                                                                        |
| Totale                                                                 |                                                                        | Presenze                                                               | 2                                                                      |                                                                        | Reti                                                                   | 0                                                                      |                                                                        |